# Aryabhata
Aryabhata I. (Devanagari: आर्यभट, Āryabhaṭa; * 476 in Ashmaka; † um 550) war ein bedeutender indischer Mathematiker und Astronom. Geboren in Ashmaka, lebte er später in Kusumapura, das später Bhaskara I. (629) als Pataliputra, das heutige Patna identifizierte.

## Mathematik
Es wird vermutet, dass das Konzept der Zahl „0“ (Null) auf Aryabhata zurückgeht, wenngleich erst bei Brahmagupta die Null offensichtlich als eigenständige Zahl behandelt wird und dafür Rechenregeln angegeben sind.
Aryabhata bestimmte die Kreiszahl Pi für damalige Verhältnisse sehr genau auf 3,1416 und scheint schon geahnt zu haben, dass es sich um eine irrationale Zahl handelt. Er konnte Quadratwurzeln und Kubikwurzeln ziehen sowie verschiedene lineare und quadratische Gleichungen lösen; er entwickelte auch die Trigonometrie weiter. Selbst seine Sinustafeln sind in alter indischer Tradition in Versform geschrieben. Als seine größte mathematische Leistung ist aber die „unbestimmte Analytik“ für verallgemeinerte diophantische Gleichungen anzusehen. Vermittelt durch muslimische Mathematiker gelangte sein mathematisches Wissen indirekt auch ins spätere mittelalterliche Europa.

## Astronomie

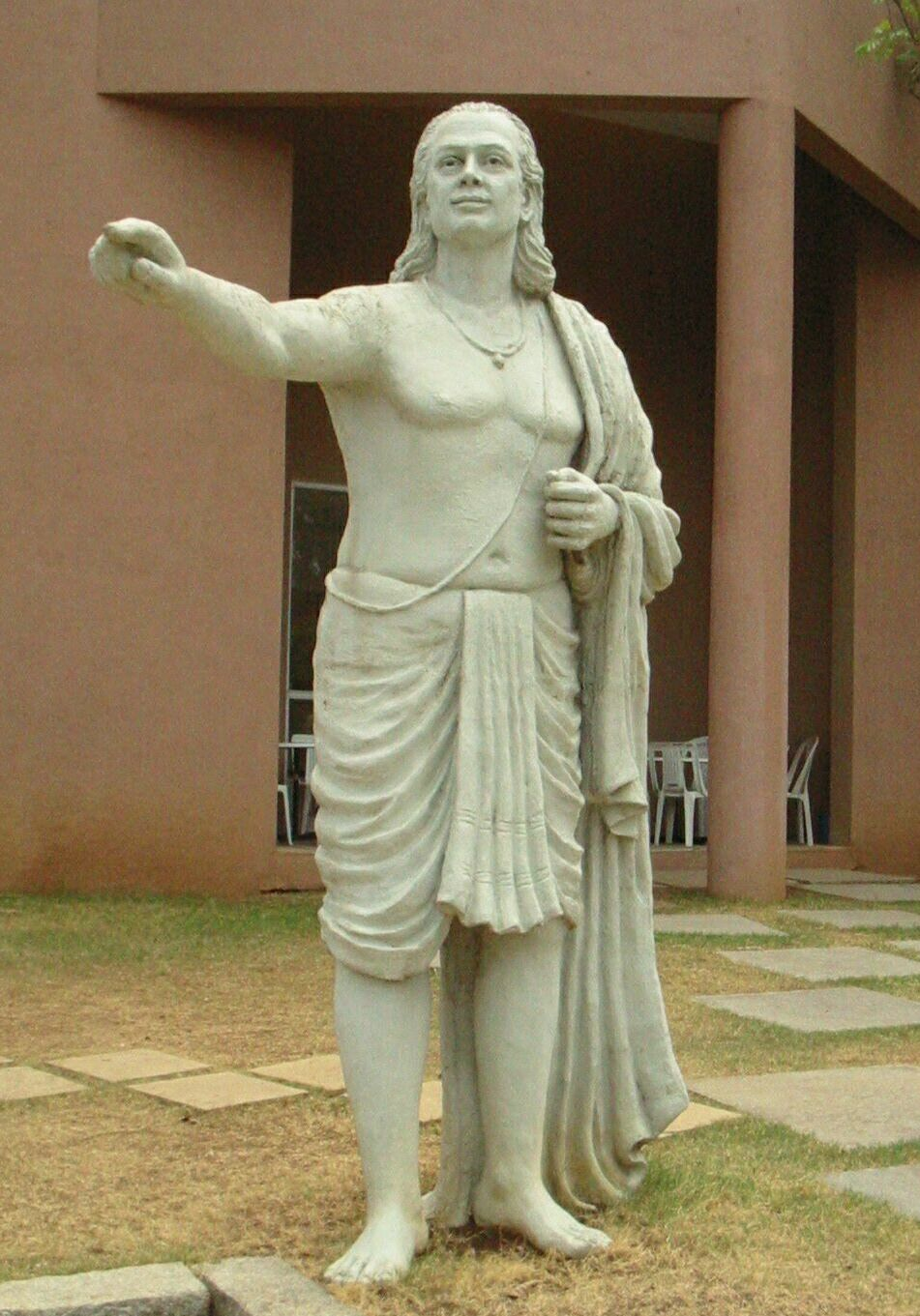
Moderne Statue von Aryabhata beim Inter-University Centre for Astronomy and Astrophysics in Pune

Aryabhatas Hauptwerk „Aryabhatiya“, das in Versform verfasst ist, wurde im 19. Jahrhundert in Südindien in mehreren Handschriften gefunden. Auf diesen Manuskripten beruhen die modernen Ausgaben und Übersetzungen. Die Versform bedingte eine sehr konzentrierte Darstellung. Ausführliche Kommentare verfasste als erster Bhaskara I. um 600 n. Chr.
In diesem Werk entwickelt er zunächst ein eigenes Zahlsystem, den Aryabhata-Code. Ferner sind für Sonne, Mond und die damals bekannten Planeten (Merkur, Venus, Mars, Jupiter und Saturn) Werte angegeben, die eine genaue Berechnung ihrer Positionen bzw. Ephemeriden im Rahmen eines geozentrischen Systems ermöglichen. Aryabhata lehrte aber auch schon, dass sich die Erde einmal täglich um ihre eigene Achse drehe, und einige Zahlenwerte und Formulierungen lassen ein dahinterliegendes heliozentrisches System vermuten; möglicherweise hatte er auch schon erkannt, dass die Planetenbahnen Ellipsen sind. Er bestimmte den Erdumfang um nur 0,2 % zu klein gegenüber dem modernen Wert. Aryabhata hatte auch schon sehr klare Vorstellungen von der Relativität der Bewegung.
Aryabhata schreibt, dass 1.582.237.500 Rotationen der Erde 57.753.336 Mondumläufen entsprechen. Das ist eine extrem akkurate Berechnung dieser fundamentalen astronomischen „Konstante“ (1.582.237.500/57.753.336 = 27,396 469, heutiger Wert 27,321 662) und vielleicht auch das älteste mit einer solchen Genauigkeit berechnete astronomische Verhältnis überhaupt. Er bestimmte den siderischen Tag (eine Erdumdrehung bezogen auf den Sternenhintergrund) zu 23 Stunden 56 Minuten und 4,1 Sekunden, bis auf Rundung gleich dem modernen Wert von 23:56:4,091 Stunden. Bedingt durch die Verlangsamung der Erdrotation durch Gezeitenreibung ist dieses Verhältnis zeitabhängig. Aryabhatas Wert war exakt für die Zeit um 1600 v. Chr.
Aryabhatas Ephemeriden sind sehr genau für seine Epoche, divergieren jedoch für Zeiten vorher und nachher schnell von heutigen Rechnungen. Dies ist darauf zurückzuführen, dass er eine chronologische Hypothese einführt. Er war wie viele Astronomen in Griechenland, Mesopotamien, Indien und China überzeugt, dass die Perioden der 7 klassischen Planeten (Sonne, Mond, Merkur, Venus, Mars, Jupiter, Saturn) kommensurabel sind, d. h., dass es ein gemeinsames Vielfaches der Perioden geben muss. (Siehe z. B. oben die Berechnung des siderischen Tages.) Dann müssen sich aber von Zeit zu Zeit alle Planeten am gleichen Punkt der Ekliptik versammeln. Aryabhata hatte berechnet, dass solch eine Große Konjunktion am 17./18. Februar 3102 v. Chr. in 1° im Sternbild Aries stattfand. Dies setzte er mit dem Beginn des Kali-Yuga-Zeitalters gleich. Der Ausgangspunkt für die Ephemeriden ist der 19. Februar 499 n. Chr. (60*60 Jahre nach dem Beginn des Zeitalters), und sie sind auf den Meridian von Ujjain (75,767° östlicher Länge bezogen auf Greenwich), den Nullmeridian aller hinduistischen Astronomen, bezogen. 

Da die Planeten tatsächlich zwar in der Nähe des Widderpunktes waren, jedoch über fast ein Sternbild verteilt, gelten seine Ephemeriden nur für die Zeit seiner Beobachtungen.
Roger Billard hat aus den Ephemeriden berechnet, wann und wo Aryabhata seine Beobachtungen durchführte. Als Zeitpunkt ermittelte er um 513 n. Chr. und als Meridian 57° Ost. Die Abweichung zum Meridian von Ujjain entsprechend 1,3 Stunden erklärt sich aus der Verlangsamung der Erdrotation durch Gezeitenreibung, die unabhängig aus chinesischen Beobachtungen von Finsternissen zu ca. 1,6 Stunden für die Zeit um 500 n. Chr. bestimmt wurde.

Die große Bedeutung, die Aryabhata den Großen Konjunktionen beimaß, wurde von dem islamischen Astronomen Albumasar (787–866) wieder aufgenommen. Er beeinflusste rabbinische Astrologen wie Isaak Abrabanel und Keplers Vermutung, dass der Stern von Betlehem eine Dreifachkonjunktion von Jupiter, Saturn und Mars gewesen sei.
Seine astronomischen Rechenverfahren dienen bis heute zur Erstellung des Pancanga Hindu-Kalenders.

## Ehrungen
Die Internationale Astronomische Union (IAU) ehrte ihn mit der Benennung des Mondkraters Aryabhata.
Indiens erster künstlicher Satellit, der am 19. April 1975 gestartet wurde, hieß „Aryabhata“.

## Namensvetter
Nach al-Bīrūnī ging man lange davon aus, dass es im 5. Jahrhundert zwei Wissenschaftler mit dem Namen Aryabhata gab, doch handelte es sich um ein und dieselbe Person. Manche Gelehrte hielten die erst im 19. Jahrhundert wiedergefundenen Manuskripte darüber hinaus für moderne Fälschungen. Billards statistische Analysen zeigen jedoch, dass die Beobachtungen um 510 n. Chr. gemacht wurden. Und insbesondere konnte man damals die Verlangsamung der Erdrotation noch nicht berechnen. Das deckt sich mit der biografischen Angabe in der „Aryabhatiya“, dass er 3600 Jahre und 9 Monate nach dem Beginn des Kali-Yuga 23 Jahre alt war, er also im Jahre 476 n. Chr. geboren wurde.
Neben Aryabhata I. ist aber auch noch ein indischer Astronom Aryabhata II. bekannt, von dem ein „Mahasiddhanta“ überliefert ist. Die Lebensdaten Aryabhatas II. sind unsicher und werden zwischen 950 und 1100 n. Chr. angegeben.

## Werke
- Walter Eugene Clark: The Aryabhatiya of Aryabhata. An Ancient Indian Work on Mathematics and Astronomy. The University of Chicago Press 1930 (online bei archive.org, Nachdruck 2006), Übersetzung und Kommentierung der Aryabhatiya.
- Aryabhatiya of Aryabhata, kritische Edition von K. S. Shukla und K. V. Sarma (1976)